# Kelhuri
Kelhuri, auch Kalhori, ist ein südkurdischer Dialekt, der auch zur lurischen Sprache gezählt wird und vom Stamm der Kalhor im westlichen Iran (Süd- und Ostkurdistan) in den Städten Eslamabad-e-Gharb, Gilan-e-Gharb und Eyvan gesprochen wird. Südkurdisch wird teilweise mit Kelhuri gleichgesetzt.